# Firestarter (logiciel)
Pour les articles homonymes, voir Firestarter.
Firestarter est une interface graphique de configuration de Netfilter, le pare-feu intégré au noyau Linux.
Son rôle est donc de rapporter visuellement l'état du pare-feu (connexions actives, tentatives de connexion à risque ou non, etc.), et d'en faciliter la configuration en offrant une alternative conviviale à la commande iptables.
Même lorsque l'interface Firestarter est éteinte, le pare-feu (donc netfilter) continue à jouer son rôle.
Firestarter utilise l'environnement graphique GNOME ; il est disponible pour toutes les distributions Linux compatibles avec la bibliothèque GTK+.

## Obsolescence
Firestarter est considéré comme obsolète. Les grandes distributions Linux recommandent de plutôt utiliser Uncomplicated Firewall.

## Annexe